# 로드 레이버 아레나
로드 레이버 아레나(영어: Rod Laver Arena)는 오스트레일리아 멜버른의 다목적 경기장이다. 과거에는 센터 코트(영어: Centre Court)라는 명칭으로 불렸으며, 2000년 오스트레일리아의 테니스 선수인 로드 레이버를 기리고자 경기장의 명칭을 로드 레이버 아레나로 바꾸었다.

## NBA프리시즌 경기
| 날짜            | 팀1                 | 스코어 | 팀2                        |
| --------------- | ------------------- | ------ | -------------------------- |
| 2025년 10월 3일 | 뉴올리언스 펠리컨스 |        | 멜버른 유나이티드          |
| 2025년 10월 9일 | 뉴올리언스 펠리컨스 |        | 사우스이스트 멜버른 피닉스 |